# Lijst van Limburgstalige muzikanten
Deze pagina betreft een lijst van Limburgstalige muzikanten. De lijst bevat bekende personen die in het Limburgs (inclusief Kleverlands en Ripuarisch) muziek maken of hebben gemaakt. Verschillende artiesten hebben deelgenomen of zijn gewonnen met het LVK, TVK of KVL, anderen maken of maakten covers of waren of zijn niet gespecialiseerd in carnavalsmuziek. Daarnaast zijn er nog enkele artiesten die de Jo Erens Priès hebben ontvangen.

## Lijst
| Artiest(en)naam                     | Plaats                      | Bijzonderheden                                                                                     |
| ----------------------------------- | --------------------------- | -------------------------------------------------------------------------------------------------- |
| 4TON                                | Berg en Terblijt            | |
| Alaaf Airlines                      | Helden                      | |
| Andy en Roy                         | Valkenburg                  | |
| Angelina Meijer                     | Maastricht                  | |
| Anja Bovendeaard                    | Heerlen                     | |
| Arno Adams                          | Belfeld                     | Jo Erens Priès 2002                                                                                |
| Arno Lemaire                        | Sittard                     | |
| Bart Houtermans                     | Venlo                       | |
| Bart Storcken                       | Heerlen                     | onderdeel van Herriemenie Miserabel, Ummer d'r Neaver en Träcksäck                                 |
| Ben Erkens                          | Geleen                      | Winnaar LVK 1979, 1983 en 1990 met The Country Singers, Roed is Droof en alleen                    |
| Benny Neyman                        | Maastricht                  | |
| Beppie Kraft                        | Maastricht                  | Winnaar LVK 1986 en 'Koningin van het Limburgse carnavalslied'                                     |
| Big Benny                           | Roermond                    | |
| Bjorn & Mieke                       | Venray                      | Winnaar LVK 2022                                                                                   |
| Böshuuske Ontsjpannings Vereiniging | Born                        | Winnaar LVK 2005                                                                                   |
| Bram Holla en Ruud Stikkelbroeck    | Venlo                       | Winnaar LVK 2008                                                                                   |
| Carboon                             | -                           | Bekend door muziek over het mijnverleden                                                           |
| Cas Sprokel                         | Kerkrade                    | |
| Chel Savelkoul                      | Grevenbicht                 | Een van de "vijf grote Limburgse troubadours"                                                      |
| Chris Rieje                         | Venlo                       | |
| Claire                              | Elsloo                      | |
| Danny Pouwels                       | Kerkrade                    | |
| De Dorsvlegels uit Oirsbeek         | Oirsbeek                    | Winnaar LVK 1978 met Lei Driessen                                                                  |
| De Geliënde                         | Hulsberg                    | Winnaar LVK 2017                                                                                   |
| De Herfshane Band                   | Venlo                       | |
| De Kloomp                           | Meerssen                    | broers Luc en Bram Volders (zoons van Leon Volders)                                                |
| De Knöppele                         | Elsloo                      | |
| De Kuulköpkes                       | Linne                       | Winnaar LVK 1987                                                                                   |
| De Kwante Diekzèk                   | Panningen                   | |
| De Nachraove                        | Maastricht                  | met zanger Frans Theunisz                                                                          |
| De Radlers                          | Maastricht                  | |
| De Stappers                         | Venray                      | Winnaar TVK 2011                                                                                   |
| Dét môt kènne                       | Reuver                      | Winnaar LVK 2001                                                                                   |
| De Toddezèk                         | Grubbenvorst                | Winnaar LVK 2007, 2009 en 2014                                                                     |
| De Wazelvotte                       | Horst                       | Winnaar LVK 1995                                                                                   |
| De Zingende Pótsvrouwe              | Maastricht                  | |
| De Zjweitvuit                       | Guttecoven                  | Winnaar LVK 1982                                                                                   |
| DJ Admin                            | Roermond                    | |
| Don Kiesjot                         | Guttecoven                  | |
| Dominique Paats                     | Maastricht                  | Accordeonist van Wir Sind Spitze                                                                   |
| Dominique Reyners                   | Roermond                    | Winnaar LVK 1981                                                                                   |
| Domm & Dööl                         | Eupen (B)                   | |
| D'r Dustin                          | Hoensbroek                  | |
| Duo Ammezasie                       | Maastricht                  | Winnaar LVK 1996                                                                                   |
| Duo XL                              | Maastricht                  | |
| Ed en Frans                         | Weert                       | |
| Emil Szarkowicz                     | Heerlen                     | onderdeel van Herriemenie Miserabel                                                                |
| Eric Jaspers                        | Maastricht                  | bekend van zijn typetjes Fred Lloret en Dieter Koblenz                                             |
| Erwin Brepoels                      | Maastricht                  | Winnaar LVK 1999 samen met 't Merretkoer                                                           |
| Ezzebleef                           | Valkenburg                  | met zanger Guus Smeets                                                                             |
| Fabrizio                            | Maastricht                  | Jo Erens Priès 2010, onderdeel van Zoeper                                                          |
| Fiorenza                            | Gulpen                      | Winnaar TVK 2017, Jo Erens Priès 2019                                                              |
| Frans Croonenberg                   | Gulpen                      | Winnaar LVK 2002                                                                                   |
| Frans Hermans                       | Schimmert                   | Jo Erens Priès 2007                                                                                |
| Frans Boermans                      | Venlo                       | Limburgse Cultuurprijs 1971, Venlonaar van de Eeuw 1999, winnaar LVK 2000                          |
| Frans Pollux                        | Tegelen                     | Onderdeel van de band 'Neet oét Lottum', Jo Erens Priès 2005                                       |
| Frans Theunisz                      | Maastricht                  | Winnaar Gouden Narrenkap 2022                                                                      |
| Frits Rademacher                    | Sittard                     | Een van de "vijf grote Limburgse troubadours"                                                      |
| Gaston & zien vastelaovesvrung      | Ulestraten                  | Winnaar LVK 1998                                                                                   |
| Gé Deenen                           | Venlo                       | Winnaar LVK 2000 met Wiel Vestjens                                                                 |
| Gé Reinders                         | Beringe                     | |
| Giovanni en Teun                    | Velden                      | Winnaar TVK 2014                                                                                   |
| Goedzat                             | Veulen                      | |
| Guus Smeets                         | Valkenburg                  | onderdeel van Ezzebleef, schrijver voor o.a. Frans Theunisz en Schintaler                          |
| Hans Dupont                         | Maastricht                  | |
| Hans Emmen Trio                     | Maastricht                  | Jo Erens Priès 2009                                                                                |
| Harold K                            | Susteren                    | Jo Erens Priès 2018                                                                                |
| Harry Bordon                        | Venlo, Geleen               | Een van de "vijf grote Limburgse troubadours"                                                      |
| Hay Crompvoets                      | Venlo                       | Winnaar LVK 1988, 1989, 1991, 1992, 1994 en 1997 met Wiel Vestjens en Paul Peeters                 |
| Herriemenie Miserabel               | Heerlen                     | met o.a. Bart Storcken en Emil Szarkowicz                                                          |
| Hoondervel                          | Haelen                      | Winnaar LVK 2019 en 2021                                                                           |
| Isabelle Jennes                     | Doenrade                    | Winnaar TVK 2020                                                                                   |
| Ivo Rosbeek                         | Hoensbroek                  | Jo Erens Priès 2014                                                                                |
| Jack Vinders                        | Kerkrade                    | o.a. bekend van zijn typetje Clara Zoerbier                                                        |
| Jan Ridderbeekx en The Fratellies   | Geleen                      | Winnaar LVK 1985                                                                                   |
| Janse Bagge Bend                    | Susteren                    | |
| Jean Innemee                        | Itteren                     | Winnaar LVK 1977 met The Walkers, The Classics & Rainbow                                           |
| Jesse & Jesse                       | Sittard                     | |
| Joep's kapel                        | Horst                       | Jo Erens Priès 2017                                                                                |
| Jo Erens                            | Sittard                     | Een van de "vijf grote Limburgse troubadours"                                                      |
| John Tana                           | Maastricht                  | Jo Erens Priès 2022                                                                                |
| Joske en Jori                       | Horst                       | Winnaar TVK 2010 en 2012                                                                           |
| Jos Meessen                         | Ingber                      | |
| Joss Mennen                         | Weert                       | Onderdeel van Zinatra                                                                              |
| Kartoesj                            | Limbricht                   | Winnaar LVK 2006                                                                                   |
| Kos Erger                           | Panningen                   | |
| Kwante Hippe                        | Venlo                       | Jo Erens Priès 2015                                                                                |
| Kwebbel & Sjnebbel                  | Sittard                     | |
| Katja Henz                          | Maastricht                  | |
| Kelly van de Lump                   | Schimmert                   | |
| La Bamba                            | Montfort                    | Winnaar LVK 2013                                                                                   |
| Leon Volders en Luc Volders         | Meerssen                    | Winnaar LVK 1984, de broers Luc en Bram Volders waren later actief in De Kloomp                    |
| Lei Driessen                        | Reuver                      | Winnaar LVK 1978 met de dorsvlegels uit Oirsbeek                                                   |
| Lex Uiting                          | Venlo                       | Jo Erens Priès 2011                                                                                |
| Limbo Express                       | Margraten, Slenaken         | |
| Luc en Eef                          | Grubbenvorst                | Winnaar TVK 2016                                                                                   |
| Marjolein Heijltjes                 | Herkenbosch                 | |
| Marc Hermans                        | Kerkrade                    | Jo Erens Priès 2001, lid van Ummer d'r Neaver                                                      |
| Mark en Wilhelmien                  | Altweerterheide             | |
| Marleen Rutten                      | Hunsel                      | Jo Erens Priès 2016                                                                                |
| Matty Niël                          | Maastricht                  | |
| Maud Wilms                          | Maasbracht                  | Jo Erens Priès 2008                                                                                |
| Men in pek                          | Stramproy                   | |
| Moerepetazie                        | Weert                       | |
| Monique Knapen-Hendrix              | Weert                       | |
| Mooshoofpaadzengers                 | Stramproy                   | |
| Neet oét Lottum                     | Venlo                       | met zanger Frans Pollux                                                                            |
| Net Oet Bèd                         | Reuver                      | Jo Erens Priès 2023                                                                                |
| Nena Spronkmans                     | Elsloo                      | |
| Nick & Patrick                      | Maastricht                  | |
| Nico Ploum                          | Kerkrade                    | |
| Niels en Kay                        | Oost-Maarland               | Winnaar TVK 2013                                                                                   |
| Oét de maot                         | Venlo                       | |
| Op Ós                               | Geleen                      | |
| Opgeschoare troubadours             | Meers                       | |
| Patronaatsknöppele                  | Elsloo                      | |
| Paul & Leo                          | Heerlen                     | Winnaar LVK 2004                                                                                   |
| Paul Peeters                        | Venlo                       | Winnaar LVK 1991                                                                                   |
| Peter Beeker                        | Velden                      | Jo Erens Priès 2004                                                                                |
| Peter Eijkenboom & The Ragtime Band | Sittard                     | Winnaar LVK 1980                                                                                   |
| Peter Jansen en Wim Janssen         | Venlo                       | Winnaar LVK 2003                                                                                   |
| Pierre Cnoops                       | Maasbracht                  | o.a. Gulden Humor, Gouden Narrenkap, Zilveren Buut, Limburger van Verdienste                       |
| Pierre Dentener                     | Weert                       | |
| Pikkatrillaz                        | Maastricht                  | Jo Erens Priès 2003                                                                                |
| Plat Wieërs                         | Weert                       | |
| Plekbend                            | Arensgenhout                | |
| Prins & Aod Prinse Graashook        | Grashoek                    | |
| Promilaasj                          | Echt                        | |
| Pruuf Mar                           | Ysselsteyn                  | Winnaar LVK 2023                                                                                   |
| Rainbow                             | Maastricht                  | Winnaar LVK 1977 met Jean Innemee, The Walkers & The Classics                                      |
| Rebzjie                             | Maastricht                  | Jo Erens Priès 2012                                                                                |
| Rempetemp                           | Oirsbeek en Amstenrade      | |
| René Reulings                       | Kerkrade                    | |
| Roel Broods                         | Weert                       | |
| Roerdassen                          | Roermond                    | |
| Roger van Zundert                   | Roggel                      | Jo Erens Priès 2006                                                                                |
| Roger Villevoye                     | Bunde / Maastricht          | Jo Erens Priès 2013                                                                                |
| Ronald en Carien                    | Weert                       | |
| Rick Lodie                          | Schaesbergerveld            | |
| Rowwen Hèze                         | America                     | Gouden harp 1997, Gouden notenkraker 1998 en Edison oeuvreprijs 2010,                              |
| Roy Selder                          | Roermond                    | |
| Schintaler                          | Schimmert, Hulsberg en Puth | |
| Shakin dj's                         | Maastricht                  | |
| Sjeng & the Gang                    | Roggel                      | |
| Sjeng Kraft                         | Maastricht                  | vader van Beppie Kraft, de Sjeng Kraft Kompenei reikt elk jaar 't Sjengske uit aan opkomend talent |
| Sjef Diederen                       | Valkenburg                  | Een van de "vijf grote Limburgse troubadours"                                                      |
| Sjpringlaevend                      | Gulpen en Neer              | |
| Spass Partout                       | Venlo en Maastricht         | |
| Spik en Span                        | Susteren                    | Winnaar LVK 2015, 2016, 2018, 2020 en 2024                                                         |
| Suze en Larissa                     | Limbricht                   | Winnaar TVK 2015                                                                                   |
| Taai taai                           | Maastricht                  | |
| 'T Graotekoeër                      | Neer                        | |
| The Classics                        | Stramproy                   | Winnaar LVK 1977 met Jean Innemee, The Walkers & Rainbow                                           |
| The Country Singers                 | Geleen                      | Winnaar LVK 1979 met Ben Erkens                                                                    |
| Thei & Marij                        | Tegelen                     | Winnaar LVK 1993, winnaar Gouden Narrenkap 2001                                                    |
| The Walkers                         | Maastricht                  | Winnaar LVK 1977 met Jean Innemee, The Classics & Rainbow                                          |
| 'T Merretkoer                       | Maastricht                  | Winnaar LVK 1999                                                                                   |
| Ton Engels                          | Panningen                   | Jo Erens Priès 2000                                                                                |
| TONCA                               | Mechelen                    | |
| Ton Smeets                          | Weert                       | |
| Toon Hermans                        | Sittard                     | |
| Träcksäck                           | Heerlen en Sevenum          | Bart Storcken (uit Heerlen) en Tren van Enckevort (uit Sevenum, lid van Rowwen Hèze)               |
| Triangel                            | Panningen                   | |
| ut Dreigestirn va Limburg           | Kerkrade                    | Marc Hermans en Joost Meijs (beide van Ummer d'r Neaver) met Resi Coumans                          |
| Ummer d'r Neaver                    | Kerkrade                    | Winnaar Gouden Narrenkap 2013                                                                      |
| Van Lieshout & Arts                 | Venray                      | |
| Verrékkes Moj                       | Venray                      | Winnaar TVK 2018 en 2019                                                                           |
| Vleisboeket                         | Roermond                    | |
| W-Dreej                             | Venlo                       | Winnaar LVK 2010, 2011 en 2012                                                                     |
| Wiel Knipa                          | Heerlen                     | |
| Wiel Vestjens                       | Venlo                       | Winnaar LVK 1988, 1989, 1992, 1994, 1997 en 2000 met Hay Crompvoets en Gé Deenen                   |
| Wild Vleisj                         | Elsloo                      | |
| Wir sind Spitze                     | Hulsburg                    | |
| Ziesjoem!                           | Maastricht                  | |
| Zoeper                              | Maastricht                  | |